# 105 (getal)
105 is het natuurlijke getal volgend op 104 en voorafgaand aan 106.

## In de wiskunde
Honderdvijf is
- het 14e driehoeksgetal ({\displaystyle T_{14}=\sum _{i=1}^{14}i=105})
- het resultaat van de vermenigvuldiging van {\displaystyle 1\cdot 3\cdot 5\cdot 7}

## Overig
105 is ook:
- het jaar 105 v.Chr. of het jaar 105
- het atoomnummer van het scheikundig element Dubnium (Db)
- een waarde uit de E-reeksen E48, E96 en E192
- 1-0-5: het alarmnummer en nummer voor ziekenvervoer van Rode Kruis-Vlaanderen